# Epyx
Epyx는 1970년대 후반과 1980년대에 활동한 비디오 게임 개발사이자 배급사였다. 이 회사는 짐 코넬리와 존 프리먼이 오토메이티드 시뮬레이션스(Automated Simulations)라는 사명으로 설립했으며, 원래는 Epyx를 액션 지향 게임의 브랜드 이름으로 사용하다가 1983년에 회사 이름을 그에 맞게 변경했다. Epyx는 1980년대까지 긴 시리즈의 게임을 출시했다. 이 회사는 현재 브리지스톤 멀티미디어 그룹 글로벌(Bridgestone Multimedia Group Global)이 소유하고 있다.
로그 등의 게임을 개발했고 핸디(Handy) 등의 하드웨어를 개발했다.